# Elda (nome)
Elda  è un nome proprio di persona italiano femminile.

## Varianti
- Femminili
  - Alterati: Eldina
- Maschili: Eldo
  - Alterati: Eldino

## Origine e diffusione
È una variante del nome Ilda, che si basa sul germanico hilt, "battaglia". Altre fonti lo indicano come una forma tronca di Ildegarda, informazione equivalente alla precedente, visto che Ilda ha avuto origine proprio in questo modo.
Il nome è maggiormente diffuso in Toscana.

## Onomastico
Non ci sono sante che portano il nome Elda, che quindi è adespota. L'onomastico si può festeggiare in occasione della festa di Ognissanti, che cade il 1º novembre. Alternativamente si può festeggiare il 17 novembre in memoria di sant'Ilda di Whitby, o anche il 17 settembre in ricordo di santa Ildegarda di Bingen.

## Persone
- Elda Alvigini, attrice italiana

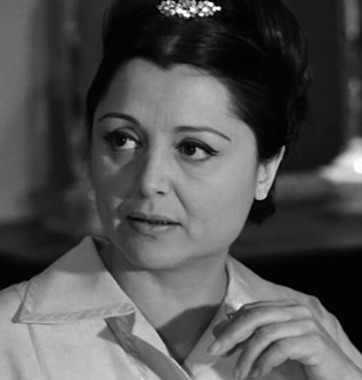
Elda Tattoli

- Elda Bossi, scrittrice, poetessa ed editrice italiana
- Elda Lanza, giornalista italiana
- Elda Olivieri, attrice, doppiatrice e direttrice del doppiaggio italiana
- Elda Pucci, politica e medico italiana
- Elda Simonett-Giovanoli, giornalista svizzera
- Elda Tattoli, attrice, sceneggiatrice e doppiatrice italiana
- Elda Turchetti, operaia e partigiana italiana, vittima dell'eccidio di Porzûs

### Varianti maschili
- Eldino Danelutti, calciatore italiano